# Juston Burris
Juston Burris (Roanoke, 4 agosto 1993) è un giocatore di football americano statunitense che milita nel ruolo di cornerback per i Carolina Panthers della National Football League (NFL).

## Carriera

### New York Jets
Al college, Burris giocò a football alla North Carolina State University. Fu scelto nel corso del quarto giro (118º assoluto) nel Draft NFL 2016 dai New York Jets. Debuttò come professionista subentrando nella gara del primo turno contro i Cincinnati Bengals.

## Statistiche
| Partite totali      | 2 |
| Partite da titolare | 0 |
| Tackle totali       | 1 |
| Sack                | 0 |
| Intercetti          | 0 |
| Fumble forzati      | 0 |